# Иллюстрации Толкина

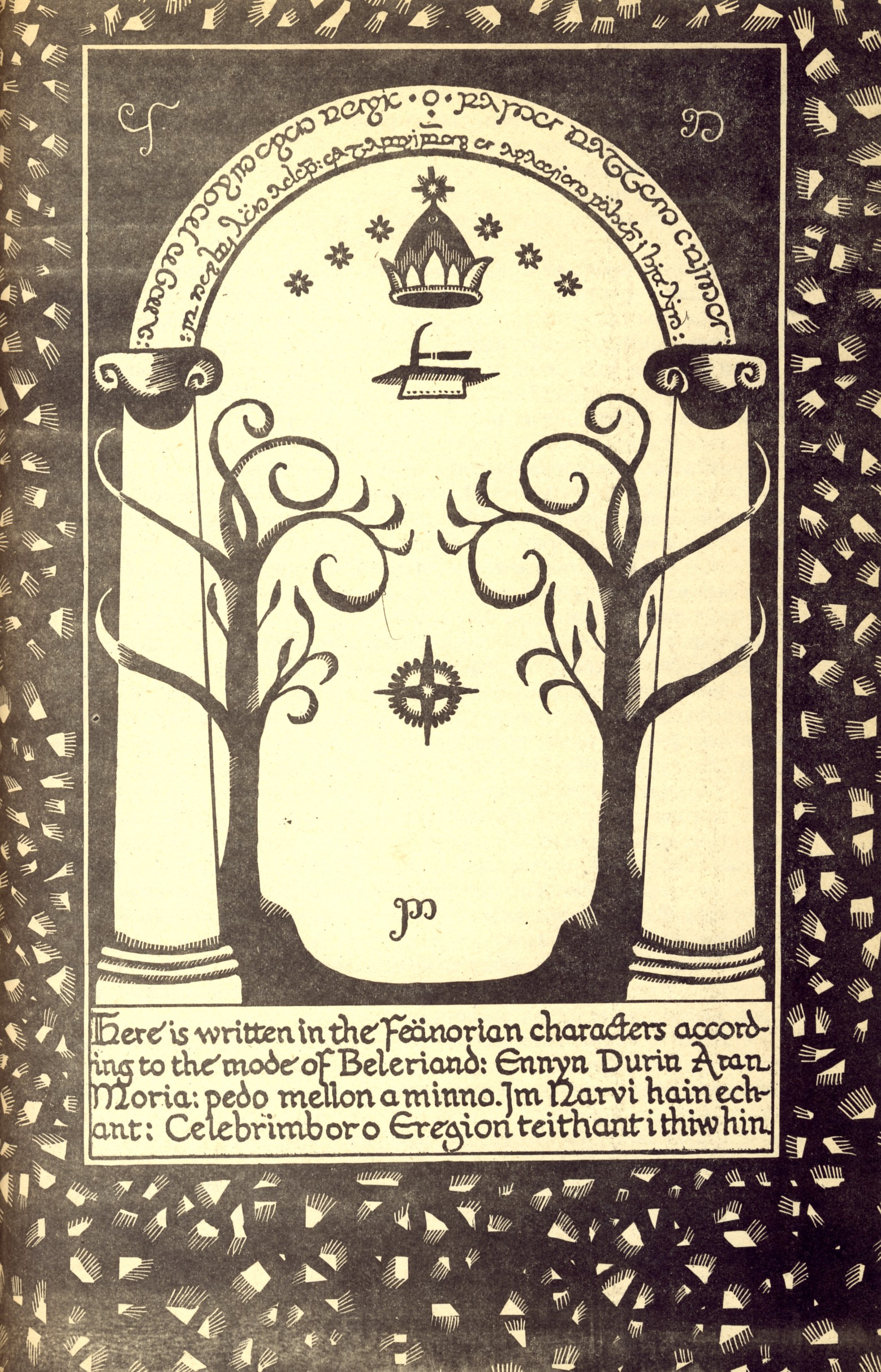
Врата Дурина с надписью на синдарин и тенгвар были нарочно изображены Толкином чёрным по белому, а не белым по чёрному. Иллюстрация Ясена Панова

Художественные работы и рисунки английского писателя Дж. Р. Р. Толкина являются ключевым элементом его творчества с самого начала его литературного пути. Толкин сам создал множество иллюстраций Средиземья, которые включают: вымышленные книги, факсимиле артефактов, «живописные» карты, примеры каллиграфии, зарисовки и другое. Некоторые из рисунков Толкина сочетают в себе сразу несколько таких элементов, поддерживая целостность его творчества.
Некоторые иллюстраций были опубликованы в книгах «Хоббит» и «Властелин колец». Посмертно вышли ранее не публиковавшиеся сборники иллюстраций Толкина, после чего исследователи и критики начали оценивать его в равной степени как художника, так и писателя. Благодаря таланту художника Толкина мы можем увидеть сделанные его рукой точные изображения мира Средиземья.

## Вдохновение
На художественный стиль иллюстраций Толкина оказали влияние: японизм, модернизм, искусство викингов, кельтов и учебники Уильяма Морриса. Японизм проявляется в стилизованных чертах гор, волн и драконов. Примеры из книги Морриса «Некоторые советы по созданию узоров», которой владел Толкин, нашли отображение в рисунках узоров плитки и геральдических знаков.
Толкин заявил, что на него повлияли детские впечатления от английской сельской местности Вустершира и его урбанизация в результате роста Бирмингема; а также опыт боев в окопах Первой мировой войны.

## Ранние работы

Беркшир, рисунок Толкина, 1912

В юности Толкина учила рисовать его мать Мейбл Толкин. Джон рисовал много картин с натуры, умело и реалистично изображал пейзажи, здания, деревья, и цветы. Единственное, что, по его признанию, он не мог нарисовать, — это человеческую фигуру. Человеческие образы, по его словам, получались «мультяшные», будто, их изобразила чья-то «другая рука».
Уэйн Дж. Хаммонд и Кристина Скалл хвалят рисунок Толкина тушью коттеджа «Quallington Carpenter» в Беркшире (1912) как «наиболее впечатляющую» из его ранних работ, в которой особенно красиво получились «провисшие стены и соломенная крыша», которые Толкин «тщательно текстурировал и затенил».
Толкин особенное внимание уделял композиции, пропорциям, изящности линий, точности, гармонии палитры, балансу и равновесию. В его рисунках заметен особый архаический стиль. Толкин сделал многие рисунки в своем дневнике для заметок «Книге Ишнесса» (англ. The Book of Ishness). В большинстве случаев рисунок начинается с небольшого эскиза карандашом; затем прорабатывались формы; а после применяются тушь и краски.

## Иллюстрации в книгах Толкина

Хоббитон, рисунок Толкина

Иллюстрации Толкина включают картины, карты, зарисовки и схематичные рисунки.

### Хоббит

Первое издание «Хоббит»

Иллюстрации Толкина усиливают эффект от прочтения книг, хотя большая часть его произведений так и не была опубликована при его жизни. Однако первое британское издание «Хоббита» вышло в 1937 году с десятью черно-белыми рисунками. Кроме того, на фронтисписе книг был изображен рисунок Толкина «Холм: Хоббитон через реку».
На рисунке изображен Хоббитон, родная деревня Бильбо Бэггинса в Шире; Образ старой мельницы основан на «мельнице Сэрхоул», а общий план с рекой на переднем плане — это идеализированная версия сельской местности Англии; на заднем плане расположен Бэг-Энд (дом Бильбо под холмом).
В американском раннем издании книги изменили фронтиспис на версию рисунка выполненного акварелью, который затем использовался в более поздних публикациях, в том числе английских. Кроме того, американское издание включало дополнительные четыре рисунка Толкина, выполненные акварелью.
Толкин изобразил несколько важных сцен, персонажей и волшебных пейзажей для своей сказки. Том Шиппи считает, что карты в «Хоббите» носят в основном декоративный характер в соответствии с традицией «Здесь будут тигры», но ничего не добавляют к истории.

### Властелин колец

Фангорн, рисунок Толкина

Толкин долгие годы создавал для «Властелин Колец» подробные изображения народов Средиземья и сказочных существ: маленьких хоббитов, суровых гномов, красивых эльфов, величественных драконов, неуклюжих троллей и других. Димитра Фими отмечает, что эльфы Толкина прочно укоренились в англо-саксонской, среднеанглийской и скандинавской традициях, и под влиянием кельтских фей в Туата Де Дананн; и они отличаются от «известных произведений мифологии».
Толкин изобразил сказочные локации в хрупком волшебном мире: горы, утесы, моря, водопады, песчаные берега, дремучие леса, луга и поля, залитые лунным светом. Толкин тщательно прорабатывал цветовую палитру цветов, растений, флоры, фауны, экзотических и домашних животных. На пейзажах изображены величественные города, гигантские памятники, обширные фермерские угодья, крошечные предметы интерьера и экстерьера, мебель, врата, арки и многие другие детали.
Первое издание «Властелин колец», несмотря на все усилия Толкина, было опубликовано только с одной иллюстрацией, а также с картой и примерами каллиграфии. Это были «Врата Дурина» и алфавит в первом томе «Братство Кольца» 1954 года. Для обложки «Две крепости» Толкин нарисовал Минас Моргул и Ортханк.

Барад-Дур, рисунок Толкина

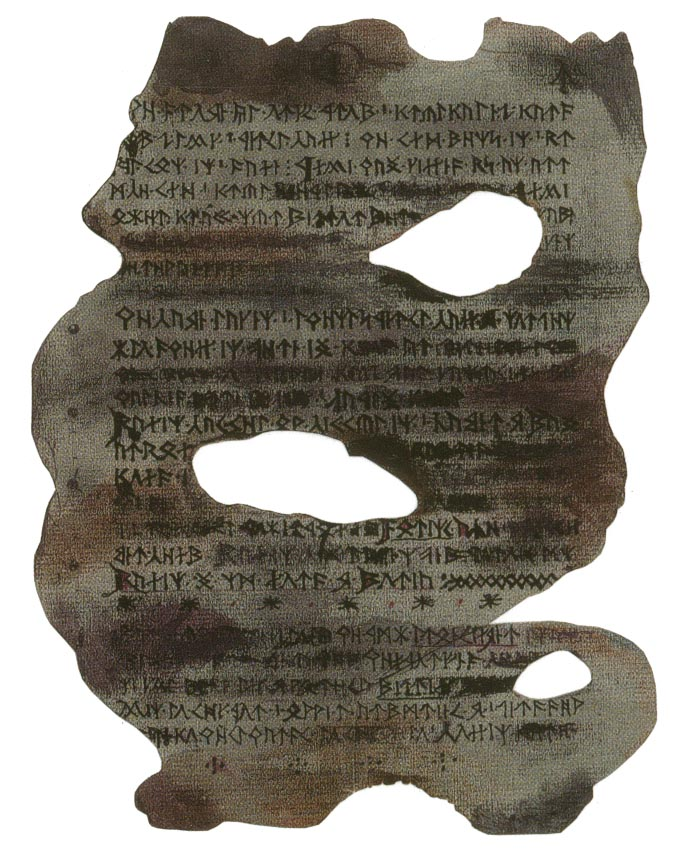
«Книга Мазарбула»

#### Книга Мазарбул
Толкин потратил много сил для создания реалистичного рисунка «Книги Мазарбул», состарив бумагу внешне, чтобы она напоминала сожженный, разорванный том, оставленный в могиле предводителя гномов Балина в подземном царстве Мория; по сюжету Гэндальф находит книгу и пытается прочитать часть поврежденного текста.

Кирит Унгол, рисунок Толкина

Толкин тщательно прорабатывал вид и окраску листов книги, действительно выжигая следы ожогов и разрывая бумагу, чтобы изобразить её максимально достоверной. Он посоветовался об этом со своим издателей Рэйнером Унвином, но его издательство решило не включать изображение вымышленной книги в первое издание романа, — на что Толкина возразил, что без него сюжет в начале «Моста Казад-Дум» будет «довольно абсурдным».

#### Врата Дурина
Врата Дурина являются волшебными каменными воротами, с западной стороны Мории; они абсолютно невидимые, когда закрыты, но становятся видимыми при лунном свете. Тогда можно увидеть как на них загораются надписи и узоры, выполненные мифрилом. На самом деле эта надпись содержит приветствие и пароль для тех, кто может читать эльфийские письмена (тенгвар) и говорить на эльфийском языке (синдарин).
Толкин изобразил на рисунке изящно завитые деревья, — что метафорически отражает завитки сюжета. Четкие линии рисунка стоили Толкину больших усилий; он сделал множество набросков, каждый из которых был упрощением предыдущего, чтобы добиться эффекта кажущейся простоты окончательного варианта рисунка.
Толкин написал Унвину: «врата должны быть напечатаны черными чернилами, а надпись белыми буквами на чёрном фоне, подобно серебряным буквам светящимся в темноте». Каллиграфическая надпись на английском языке напоминает «символы древнеанглийского манускрипта или эльфийские символы».

### Сильмариллион
«Сильмариллион» не был опубликован при жизни Толкина, хотя он создал множество иллюстраций к книгам, в том числе: картины с несколькими симметричными узорами, геральдические эмблемы, и даже узор нуменорской плитки, которая уцелела после крушения цивилизации и была вывезена на корабле Элендиля в Средиземье.
Одна из его эмблем, Лутиэн Тинувиэль, использовалась на обложке книг «Сильмариллион», а ещё пять использовались на обратной стороне обложки: для образов Финголфина, Эарендила, Идриль Келебриндаль, Эльвэ и Феанора.
В октябре 1996 года Кристофер Толкин поручил художнику Теду Несмиту создать полноразмерные и полноцветные иллюстрации для первого издания «Сильмариллион». Оно было опубликовано лишь в 1998 году, а за ним последовало второе издание 2004 года, включающее исправления и дополнительные иллюстрации Несмита.

## Карты
Толкин потратил много сил на разработку крайне реалистичных карт Средиземья, которые помогают читателям освоиться со сложной географией регионов и более ясно представить особенности вымышленного мира. Толкин создал карты, что служат трем целям: они позволяют автору построить последовательный сюжет; направляют читателя глубже в вымышленный литературный мир; помогают определить маршрут, которым следуют персонажи, через живописное и эстетическое описание.
Карты во «Властелина колец» представляют собой большой рисунок северо-западной части Средиземья, на котором изображены горы, видимые с трех сторон; побережье с несколькими водными линиями; подробные части регионов Шира, Рохана, Гондора и Мордора. Толкин много лет использовал нарисованную от руки карту на листе бумаге в клетку. На карте появилось много пометок разных цветов со времени. В итоге Толкин нарисовал на большом листе подробную карту тушью и цветными карандашами. Позже Кристофер Толкин сделал контурную карту по эскизам отца. Итоговая карта точно воспроизводила контуры континентов и особенности ландшафта, но потеряла акцент Толкина на маршруте хоббитов (с датами). Толкин рисовал разные локации для «Сильмариллиона», что не попали на общую карту: Арда на ранних стадиях, Валинор, Нуменор. Эти локации были опубликованы в «Неоконченных сказках». Некоторые значимые локации отсутствуют, — на что Кристофер Толкин заявил, что «дорога гномов через горы в Белерианде не показана, потому что жившие там нолдоринские эльфы никогда не пересекали горы».
Том Шиппи отмечает, что многие из нанесенных на карту мест никогда не упоминаются в тексте. Только на карте Шира указаны границы районов и административное разделение регионов. По мнению Шиппи, «вымышленные названия и карта придают солидный вид произведению, а элементы истории соответствуют друг другу во времени и пространстве, — это то, чего так сильно не хватает преемникам Толкина».
Элис Кэмпбелл пишет, что у карты есть стиль, который Толкин назвал «архаичным видом», но они не являются подлинно средневековыми по стилю, поскольку содержат методы разметки, характерные для XVIII века. Кэмпбелл утверждает, что стиль картографии Толкина перекликается с книгой «Искусства и ремёсла» Уильяма Морриса: «В обоих случая карты конструктивные, но с акцентом на изящество и красоту», и находятся, по его мнению, где-то между иллюстрацией и картографией.
Толкин начал работу именно с карты, на которой потом появился сюжет его произведений. Он хотел, чтобы карта получилась живописной. Более поздние писатели в жанре фантастики тоже стали включать карты в свои произведения.
Толкин создал лингвистическую карту для устранения путаницы в географии, используя разные европейские языки для его вымышленных народов: древнескандинавский язык для гномов Дейла (на востоке), современный английский для хоббитов Шира (на западе); древнеанглийский для всадников Рохана.
Приложение к «Хоббиту» включает две карты и более 50 слов; Приложение к «Властелину колец» включает четыре карты и более 600 слов; Приложение к «Сильмариллиону» включает две карты и большое число неопубликованных материалов.

## Каллиграфия
Профессия филолога познакомила Толкина со средневековыми иллюминированными рукописями; поэтому он подражал их стилю в своей каллиграфии, а раньше этому искусству его научила мать. Толкин применил эти навыки для создания истории мира Средиземья, — что по большей части является языковым экспериментом Толкина. Он создал несколько вымышленных языков (например,  синдарин или тенгвар), а также алфавиты, особенно тщательно проработав эльфийский.

Толкин применил свое многогранное мастерство и навыки каллиграфии, чтобы создать надпись на Кольце Всевластия на Чёрном наречии Мордора, используя тенгвар. Каллиграфическая надпись и перевод появляются в «Братство Кольца».

Тенгвар на Кольце Всевластия

## Прием
В 1979 году сын Толкина Кристофер привлек внимание всего мира к художественным работам своего отца. Помимо иллюстраций, уже опубликованных в то время, он подготовил малоизвестные иллюстрации Дж. Р. Р. Толкина. Всего было представлено 48 изображений, некоторые из которых были цветные.
Две основные книги посвященные иллюстрациям Толкина являются: «Дж. Р. Р. Толкин: художник и иллюстратор» (1995), издательства «Hammond and Scull»; и книга «Толкин: Создатель Средиземья» Кэтрин Макилвейн (2018), которая продавалась на выставке в Бодлианской библиотеке. Издатель «Hammond and Scull» также опубликовал ещё два сборника: «Искусство Хоббита Дж. Р. Р. Толкина» (2011) и «Искусство Властелин Колец Дж. Р. Р. Толкина» (2015).
Джон Р. Холмс пишет в своем эссе «Энциклопедия Дж. Р. Р. Толкина», что получить посмертное признание Толкина как художника было очень не просто, учитывая борьбу за признание статуса писателя, с которой столкнулись литературные критики в попытках утвердить позиции Толкина, перед лицом постоянно враждебно настроенных литературных учреждений, но «статус Толкина как художника стал ещё более устрашающей проблемой». Патчен Мортимер, исследователь творчества Толкина, аналогичным образом комментирует «споры и дебаты о творчестве Толкина», отмечая, что многие читатели считают «текст книг, сопутствующие языки, историю, карты, картины» огромным достижением, в то время как профессиональные критики «отвергают работы Толкина как ребяческие, неуместные или того хуже». Мортимер отмечает, что поклонники и критики считают работы Толкина «эскапистскими и романтическими», не имеющими ничего общего с XX веком. Мортимер называет это «ужасным упущением», написав, что «проект Толкина был таким же грандиозным и авангардным, как работы Вагнера или футуристов; а его работы так же пронизаны духом времени, как произведения Элиота, Джойса или Хемингуэя».
Джеффри Дж. Маклауд и Анна Смол, исследователи творчества Толкина, пишут, что как художник Толкин занимает положение «между любительской и профессиональной сферой», что характерно и для его литературы или научных исследований. Они отмечают, что у Толкина всегда были под рукой карандаши, бумага, цветные чернила, мелки и коробки с красками; и что его творческие метафоры подобно описаны в его эссе «О волшебных сказках». Толкин постоянно рисовал яркими цветами, как в его поэме «Мифопея», в которой описывается тема света и тьмы, которую специалист по мифологии и средневековой литературе, Верлин Флигер, называет центральной темой во всей мифологии в «Сильмариллион». Маклауд и Смол пишут, что образы и текст «сливаются» в его творчестве четырьмя способами: при написании текста; в изображении пейзажей; в исследованиях выдуманных языков, каллиграфии, алфавита; а также в его личных взглядах на связи между иллюстрацией и фантазией. Они считают, что «искусство Толкина и его визуальное воображение следует рассматривать как неотъемлемую часть его творчества и мышления».

## Художники, вдохновленные произведениями Толкина
Многие художники и иллюстраторы создавали работы о Средиземье Толкина. Сам Толкин критически отнесся к некоторым ранним примерам разных художников, но был счастлив сотрудничать с иллюстратором Паулиной Бейнс, которая подготовила карту Средиземья для издательства «Allen & Unwin». Однако более поздняя переработка для издательства «HarperCollins» сделала карту более профессиональной и она потеряла эффект нарисованной от руки карты Толкина.
В 1948 году издатели Толкина предложили иллюстрации Милейн Косман для «Фермера Джайлза из Хэма». Толкин счёл, что её импрессионистический стиль не подходит для истории и её заменила Паулина Бейнс.
В 1950—1960-х годы Тим и Грег Хильдебрандт стали самыми известными иллюстраторами Толкина. На их работах основываются многие современные художники.
В 1968 году Толкин отверг иллюстрации к «Властелину колец» Мэри Фейрберн, чьи работы ему нравились, но не попали в книгу по неизвестным причинам.
В 1970-х принцесса Дании Маргрете II, получившая признание критиков, создала иллюстрации к «Властелину колец», которые Толкин нашёл похожими на свои. Они были опубликованы в датском издании, под редакцией художника Эрика Фрейзера.
Среди классических художников, работавших над иллюстрациями книг Толкина особенно выделяются: Джон Хау, Алан Ли и Тед Насмит. Хау и Ли являются иллюстрациями к изданию «Властелин Колец» 1992 года, а после работали художниками в кинотрилогии Питера Джексона «Властелин колец». Множество кадров в фильме воссоздают авторские работы Хау и Ли.
Многие известные художники нашли вдохновение в работах Толкина, такие как: Ингер Эдельфельдт (шведский перевод), Анке Эйссманн, Майкл Хейг, Туве Янссон (шведский и финский перевод «Хоббита»), Пол Рэймонд Грегори, Тим Кирк, Ангус Макбрайд (ролевые игры Iron Crown), Джеф Мюррей, Коллин Доран, Дженни Долфен (иллюстратор «Сильмариллион»), Питер Ксавьер Прайс и другие. Работы некоторых из этих художников были представлены на выставке «Работы Средиземья», включающей около 170 работ, организованной Давиде Мартини из Музея Грайзингера в Швейцарии.